# Musikantenscheune
Musikantenscheune was een Duits muzikaal programma dat tussen 1995 en 2003 door de ARD iedere maandagavond werd uitgezonden. De presentatrice was Petra Kusch-Lück. De naam betekent letterlijk "muzikantenschuur".
Bekende artiesten die in het programma hebben opgetreden zijn: Stefanie Hertel, Roland Neudert, Angela Wiedl, Mara Kayser, de Klostertaler, Edith Prock, de Geschwister Hofmann, Maria en Margot Hellwig en Dagmar Frederic. De locatie was Diedersdorf, een landgoed tussen Großbeeren en Blankenfelde-Mahlow, in de deelstaat Brandenburg.

## Geschiedenis
Het programma werd in 1995 ontwikkeld door de Ostdeutscher Rundfunk Brandenburg in het kader van een vernieuwde avondprogrammering, die werd overgenomen door de moederzender, Das Erste. 
In 2003 besloot de ARD met de Musikantenscheune te stoppen wegens teruglopende kijkcijfers. Ervoor in de plaats kwam Musikantendampfer. 